# 11095 Havana
11095 Havana este un asteroid din centura principală de asteroizi.

## Descriere
11095 Havana este un asteroid din centura principală de asteroizi. A fost descoperit pe 12 august 1994 la Observatorul La Silla de Eric Walter Elst. Asteroidul prezintă o orbită caracterizată de o semiaxă mare de 3,18 ua, o excentricitate de 0,13 și o înclinație de 1,9° în raport cu ecliptica.